# Idaea parvipunctata
Idaea parvipunctata är en fjärilsart som beskrevs av Andreas 1928. Idaea parvipunctata ingår i släktet Idaea och familjen mätare. Inga underarter finns listade i Catalogue of Life.